# Lindia truncata
Lindia truncata är en hjuldjursart som först beskrevs av Jennings 1894.  Lindia truncata ingår i släktet Lindia och familjen Lindiidae. Inga underarter finns listade i Catalogue of Life.